# Yamaguchi Sayuri
Yamaguchi Sayuri (山口 小百合, sinh ngày 25 tháng 7 năm 1966) là một cựu cầu thủ bóng đá nữ người Nhật Bản.

## Đội tuyển bóng đá nữ quốc gia Nhật Bản
Yamaguchi Sayuri thi đấu cho đội tuyển bóng đá nữ quốc gia Nhật Bản từ năm 1981 đến 1993.

## Thống kê sự nghiệp
| Nhật Bản  | Nhật Bản | Nhật Bản |
| Năm       | Trận     | Bàn      |
| --------- | -------- | -------- |
| 1981      | 2        | 0        |
| 1982      | 0        | 0        |
| 1983      | 0        | 0        |
| 1984      | 3        | 0        |
| 1985      | 0        | 0        |
| 1986      | 13       | 0        |
| 1987      | 0        | 0        |
| 1988      | 0        | 0        |
| 1989      | 0        | 0        |
| 1990      | 1        | 0        |
| 1991      | 9        | 1        |
| 1992      | 0        | 0        |
| 1993      | 1        | 0        |
| Tổng cộng | 29       | 1        |